# Kenneth Waltz
Kenneth Neal Waltz (Ann Arbor, 8 de junio de 1924-Washington D. C. 12 de mayo de 2013) fue un politólogo estadounidense, miembro de la facultad de la Universidad de California en Berkeley y de la Universidad de Columbia, además de uno de los más prominentes académicos en el área de las relaciones internacionales. Fue fundador del neorrealismo, o realismo estructural, en la teoría de las relaciones internacionales. Las teorías de Waltz han sido ampliamente debatidas en el campo de las relaciones internacionales. En 1981, Waltz publicó una monografía argumentando que la proliferación de armas nucleares incrementaría la probabilidad de alcanzar la paz mundial.

## Niveles de análisis
La contribución inicial de Waltz al campo de las ciencias políticas fue su libro "El hombre, el Estado, y la Guerra" (1959), en el cual clasificó teorías de las causas de la guerra dentro de tres categorías o niveles de análisis. Waltz se refiere a estos niveles de análisis como "imágenes", y utiliza los escritos de algunos filósofos políticos clásicos para describir los puntos más relevantes de cada imagen. A cada imagen se le dan dos capítulos: el primero utiliza, principalmente, los escritos de filósofos clásicos para describir qué es lo que dice la imagen acerca de las causas de la guerra; la segunda usualmente consiste del análisis de Waltz respecto a las fortalezas y debilidades de dicha imagen.
La primera imagen argumenta que las guerras son causadas, principalmente, por la naturaleza particular de los individuos, como los líderes de Estado- como Napoleón o Hitler- o por la naturaleza humana, de forma más general. Esto es básicamente consistente con el realismo clásico, el cual dominó la disciplina de las Relaciones Internacionales al tiempo de "El hombre, el Estado, y la guerra", pero que Waltz refutaría más ampliamente en su siguiente libro, "Teoría de la política internacional".
Las teorías de guerra que caen bajo la rúbrica de la segunda imagen de Waltz, enfatizan que las guerras son causadas por el quehacer doméstico de los estados. Waltz ejemplifica esta imagen a través de la teoría de Lenin sobre el imperialismo, quien argumenta que la causa principal de la guerra yace en la necesidad de los países capitalistas de continuar abriendo nuevos mercados para perpetuar su sistema económico en lo doméstico. Un ejemplo más familiar en el mundo occidental de hoy en día es el de la noción que los estados no democráticos, debido a su composición interna, inician guerras.
Waltz rechaza las primeras dos imágenes al ser, si bien no irrelevantes por completo, menos persuasivas que la tercera imagen. La tercera imagen posiciona que la causa de la guerra se encuentra a nivel sistema; es decir, que la estructura anárquica del sistema internacional es la causa de la guerra. En este contexto, "anarquía" no es definida como una condición de caos o desorden, pero como una en la que no existe un cuerpo soberano que gobierne las interacciones entre estados soberanos. Puesto de forma diferente, a diferencia de la sociedad doméstica, donde los ciudadanos pueden confiar en agencias que refuerzan el cumplimiento de la ley para la protección de su persona y propiedad, si un Estado es invadido y llama al "911" no puede asegurarse de que alguien le responderá. De forma similar, mientras que dos individuos que tienen una disputa pueden apelar a las cortes para obtener un veredicto y, más importante, a las agencias que refuerzan el cumplimiento de la ley y el apego al estado de derecho, no hay nadie por encima del Estado-nación capaz de establecer reglas o leyes para todos los estados, decidiendo cómo aplicar estas en casos específicos y verificando que los estados cumplan con las decisiones de la corte. Como resultado, si una cuestión en disputa es lo suficientemente relevante para un Estado, este puede alcanzar satisfactoriamente sus objetivos sólo mediante el uso de su poder para imponer su voluntad a la de otros estados. El tener en cuenta que, en cualquier punto del tiempo cualquier estado puede recurrir a la fuerza armada, obliga a cada Estado a siempre encontrarse preparado para dicha contingencia. Estos temas son retomados a profundidad en "Teoría de la política internacional", en donde, como lo sugiere el título, se presenta una teoría para la política internacional como un todo, en lugar del enfoque estrecho respecto a qué causa la guerra.

## Neorrealismo
La mayor contribución de Waltz al área de la ciencia política es en la creación del neorrealismo (o "realismo estructural", como el lo llama), una teoría de las Relaciones Internacionales que establece que la interacción entre estados soberanos puede ser explicada por las presiones puestas en ellos a causa de la anarquía estructural del sistema internacional, el cual limita y constriñe sus opciones. El neorrealismo busca explicar los patrones recurrentes en las relaciones internacionales, como por qué las relaciones entre Esparta y Atenas se asemejan a aquellas entre Estados Unidos y la Unión Soviética.
Waltz recalca que él no está creando una teoría sobre política exterior que busque explicar el comportamiento o las acciones de un Estado particular durante un tiempo o periodo específico.
Un número considerable de criticismo ha surgido alrededor de su teoría del balance de poder. Múltiples académicos la encuentran como insatisfactoria al explicar las opciones de política exterior que tienen ciertos estados o en áreas como la proliferación nuclear.
Waltz argumenta que el mundo existe en un estado de perpetua anarquía internacional. Este distingue la anarquía del ambiente internacional del orden a nivel doméstico. En el plano doméstico, todos los actores pueden recurrir a una autoridad central - 'el Estado' o 'el gobierno' - pero en el plano internacional no existe tal fuente de orden. La anarquía de la política internacional - su carencia de una autoridad central - significa que los estados deben de actuar en una forma que asegure su seguridad o el riesgo de quedarse rezagados. Este es un hecho fundamental para la vida política a la que se enfrentan las democracias y las dictaduras por igual: excepto en casos extraños, no pueden contar con la buena voluntad de otros para ayudarlos, por lo que deben de encontrarse preparados para defenderse a sí mismos.
Como la mayoría de los neorrealistas, Waltz acepta que la globalización está representando nuevos retos para los estados, aunque él no cree que estos están siendo reemplazados ya que ningún otro actor no-estatal puede igualdar sus capacidades. Waltz ha sugerido que la globalización es un fenómeno de los noventa y que, en todo caso, el rol del Estado ha expandido sus funciones en respuesta a las transformaciones globales.
El neorrealismo fue la respuesta de Waltz a lo que él vio como las deficiencias del realismo clásico. Aunque algunos términos sean utilizados de forma intercambiada, el neorrealismo tiene un número fundamental de diferencias. La principal distinción entre las dos teorías es que el realismo clásico pone a la naturaleza humana, o a la urgencia de dominar, en el centro de su explicación acerca de la guerra, mientras que el neorrealismo no hace referencia a la naturaleza humana, argumentando que es la anarquía la que moldea los resultados, sin importar la naturaleza humana o los regímenes domésticos.
La teoría de Waltz, como el explícitamente establece en "Teoría de la política internacional", no es una teoría de política exterior y no pretende predecir o explicar las acciones específicas de un Estado, como lo es el colapso de la Unión Soviética. La teoría explica sólo principios generales de comportamiento que rigen las relaciones entre estados en un sistema internacional anárquico, más que explicar acciones específicas. Estos principios recurrentes de comportamiento incluyen el balance de poder (la teoría fue revisada por Stephen Walt, modificando el concepto de "balance de poder" por "balance de amenaza"), la entrada a carreras armamentistas individuales, y el ejercicio de la contención en proporción al poder relativo. En "Teoría de la política internacional" (1979:6) Waltz sugiere que la explicación, en lugar de la predicción, es algo esperado de toda buena teoría científica y social, puesto que los científicos sociales no pueden llevar a cabo los experimentos controlados que den a las ciencias naturales su gran magnitud de poder predictivo.

### Reseña
- En "El hombre, el Estado y la guerra", Waltz propone un enfoque de tres imágenes para observar el comportamiento de las relaciones internacionales. La primera imagen es la del individuo y la naturaleza humana; la segunda imagen es la del Estado-nación, y la tercera imagen es la del sistema internacional.

- En "Teoría de la política internacional", Waltz elabora muchos de los principios fundamentales de la teoría neorrealista de las relaciones internacionales, adoptando una perspectiva estructural que lo posiciona a distancia de los primeros (clásicos) realistas como E.H. Carr y Hans Morgenthau, y que después dio origen al movimiento neoclásico (Randal Schweller, Fareed Zakaria, William Wohlforth1William C. Wohlforth, Thomas J. Christensen, etc.) que intenta incorporar el componente estructural a la vez que se enfatiza la relación Estado-sociedad que mitiga las fuerzas estructurales. (Este libro también se popularizó por el uso del término bandwagonning).

- En "La expansión de las armas nucleares: un debate renovado", Waltz argumenta acerca de la virtud del mundo con un mayor número de estados con armas nucleares, esto debido al poder de la disuasión nuclear. Sagan argumentó en contra de la proliferación nuclear. Ver paz nuclear.

## Premios y reconocimientos
- Premio "Heinz Eulau" por "Mejor artículo" en la American Political Science Review en 1990 por "Mitos nucleares y realidades políticas".

- El premio "James Madison" por "contribuciones académicas distinguidas a la ciencia política" de la Asociación Política Americana en 1999.[5]

- Asociación de Estudios Internacionales, 2010. "Distinguido Académico en la Sección de Estudios de Seguridad Internacional".

## Reconocimientos de disertación
El premio de disertación Kenneth N. Waltz es un reconocimiento otorgado anualmente por la Asociación Americana de Ciencia Política al mejor defensor de tesis en el estudio de seguridad internacional y control de armas. Estudiantes del país tienen la oportunidad de presentar sus ensayos al comité, el cual consiste de cuatro miembros. El comité acepta cualquier estilo, sea este histórico, cuantitativo, teórico, análisis político, etc.

## Doctorados honoríficos
Universidad de Macedonia (Grecia), Universidad de Copenhague, Colegio Oberlin, Universidad de Nankai, y Universidad de Aberystwyth.